# 千俊鎬
千俊鎬（：／ Chun Joon-ho，1971年2月15日—），大韓民國自由派政治人物，第21屆國會議員。